# Чемпіонат світу з легкої атлетики в приміщенні 2004
Чемпіонат світу з легкої атлетики в приміщенні 2004 відбувся 5-7 березня в Будапешті в «Палаці спорту» вдруге в історії цих змагань. Вперше угорська столиця приймала чемпіонат світу в 1989. Арена була наново відбудована у зв'язку з пожежею, які зруйнувала попередню будівлю в 1999.
У Будапешті востаннє на світових першостях в приміщенні був представлений біг на 200 метрів. Дослідженнями було доведено існування в цій дисципліні завідомо неріних умов бігу, залежно від того якою доріжкою біг атлет. Було встановлено, що, з огляду на крутість віражів, атлети, які бігли по першим доріжкам, мали набагато менше шансів виграти забіги порівняно з тими, хто біг по зовнішнім доріжкам.

## Призери

### Чоловіки
| Дисципліни            | Золото                                                                                                | Золото     | Срібло                                                            | Срібло  | Бронза                                                          | Бронза  |
| --------------------- | --- | ---------- | ----------------------------------------------------------------- | ------- | --------------------------------------------------------------- | ------- |
| 60 метрів             | Джейсон Гарденер Велика Британія                                                                      | 6,49       | Шон Кроуфорд США                                                  | 6,52    | Георгіос Теодорідіс Греція                                      | 6,54    |
| 200 метрів            | Домінік Демерітт Багамські Острови                                                                    | 20,66      | Йоган Віссман Швеція                                              | 20,72   | Тобіас Унгер Німеччина                                          | 21,02   |
| 400 метрів            | Аллейн Франсік Гренада                                                                                | 45,88      | Давіан Кларк Ямайка                                               | 45,92   | Гарі Кікая ДР Конго                                             | 46,30   |
| 800 метрів            | Мбулані Мулаудзі ПАР                                                                                  | 1.45,71    | Рашид Рамзі Бахрейн                                               | 1.46,15 | Осмар дус Сантус Бразилія                                       | 1.46,26 |
| 1500 метрів           | Пол Корір Кенія                                                                                       | 3.52,31    | Іван Гешко Україна                                                | 3.52,34 | Лабан Ротіч Кенія                                               | 3.52,93 |
| 3000 метрів           | Бернард Лагат Кенія                                                                                   | 7.56,34    | Руй Сілва Португалія                                              | 7.57,08 | Маркос Генеті Ефіопія                                           | 7.57,87 |
| 60 метрів з бар'єрами | Аллен Джонсон США                                                                                     | 7,36 CR    | Лю Сян КНР                                                        | 7,43    | Моріс Вігналл Ямайка                                            | 7,48    |
| 4×400 метрів          | ЯмайкаГрег Хотон Лерой Когун Майкл Мак-Дональд Давіан Кларк Річард Джеймс (забіг) Санджей Ейр (забіг) | 3.05,21    | РосіяДмитро Форшев Борис Горбань Андрій Рудницький Олександр Усов | 3.06,23 | ІрландіяРоберт Дейлі Гарі Раян Девід Гіллік Девід Маккарті      | 3.10,44 |
| Стрибки у висоту      | Стефан Гольм Швеція                                                                                   | 2,35       | Ярослав Рибаков Росія                                             | 2,32    | Штефан Васілаке РумуніяДжермейн Мейсон ЯмайкаЯрослав Баба Чехія | 2,25    |
| Стрибки з жердиною    | Ігор Павлов Росія                                                                                     | 5,80       | Адам Птацек Чехія                                                 | 5,70    | Денис Юрченко Україна                                           | 5,70    |
| Стрибки в довжину     | Саванте Стрінгфеллоу США                                                                              | 8,40       | Джеймс Бекфорд Ямайка                                             | 8,31    | Віталій Шкурлатов Росія                                         | 8,28    |
| Потрійний стрибок     | Християн Ульссон Швеція                                                                               | 17,83 =WIR | Жадел Грегоріу Бразилія                                           | 17,43   | Йоандрі Бетанзос Куба                                           | 17,36   |
| Штовхання ядра        | Крістіан Кентвелл США                                                                                 | 21,49      | Різ Гоффа США                                                     | 21,07   | Йоахім Ольсен Данія                                             | 20,99   |
| Семиборство           | Роман Шебрле Чехія                                                                                    | 6438       | Браян Клей США                                                    | 6365    | Лев Лободін Росія                                               | 6203    |

### Жінки
| Дисципліни            | Золото | Золото      | Срібло                                                          | Срібло  | Бронза                                                      | Бронза  |
| --------------------- | --- | ----------- | --------------------------------------------------------------- | ------- | ----------------------------------------------------------- | ------- |
| 60 метрів             | Ґейл Діверс США                                                                                                   | 7,08        | Кім Геварт Бельгія                                              | 7,12    | Юлія Нестеренко Білорусь                                    | 7,12    |
| 200 метрів            | Наталія Сафроннікова Білорусь                                                                                     | 23,13       | Світлана Гончаренко Росія                                       | 23,15   | Карін Майр-Кріфка Австрія                                   | 23,18   |
| 400 метрів            | Наталія Назарова Росія                                                                                            | 50,19 CR    | Олеся Красномовець Росія                                        | 50,65   | Тонік Вільямс-Дарлінг Багамські Острови                     | 50,87   |
| 800 метрів            | Марія Мутола Мозамбік                                                                                             | 1.58,50     | Йоланда Чеплак Словенія                                         | 1.58,72 | Джоанн Фенн Велика Британія                                 | 1.59,50 |
| 1500 метрів           | Кутре Дулеча Ефіопія                                                                                              | 4.06,40     | Кармен Доума-Гуссар Канада                                      | 4.08,18 | Гульнара Самітова Росія                                     | 4.08,26 |
| 3000 метрів           | Месерет Дефар Ефіопія                                                                                             | 9.11,22     | Берхане Адере Ефіопія                                           | 9.11,43 | Шейн Калпеппер США                                          | 9.12,15 |
| 60 метрів з бар'єрами | Пердіта Фелісьєн Канада                                                                                           | 7,75 CR     | Ґейл Діверс США                                                 | 7,81    | Лінда Ферга-Ходаден Франція                                 | 7,82    |
| 4×400 метрів          | РосіяОлеся Красномовець Ольга Котлярова Тетяна Левіна Наталія Назарова Наталія Антюх (забіг) Олеся Зикіна (забіг) | 3.23,88 WIR | БілорусьНаталія Сологуб Анна Козак Ілона Усович Світлана Усович | 3.29,96 | РумуніяАнджела Морошану Аліна Рипану Марія Рус Йонела Тирля | 3.30,06 |
| Стрибки у висоту      | Олена Слесаренко Росія                                                                                            | 2,04        | Ганна Чичерова Росія                                            | 2,00    | Бланка Влашич Хорватія                                      | 1,97    |
| Стрибки з жердиною    | Олена Ісинбаєва Росія                                                                                             | 4,86 WIR    | Стейсі Драгіла США                                              | 4,81    | Світлана Феофанова Росія                                    | 4,70    |
| Стрибки в довжину     | Тетяна Лебедєва Росія                                                                                             | 6,98        | Тетяна Котова Росія                                             | 6,93    | Кароліна Клюфт Швеція                                       | 6,92    |
| Потрійний стрибок     | Тетяна Лебедєва Росія                                                                                             | 15,36 WIR   | Яміле Альдама Судан                                             | 14,90   | Хрисопії Деветзі Греція                                     | 14,73   |
| Штовхання ядра        | Світлана Кривельова Росія                                                                                         | 19,90       | Юмілейді Кумба Куба                                             | 19,31   | Надін Кляйнерт Німеччина                                    | 19,05   |
| П'ятиборство          | Найде Гомеш Португалія                                                                                            | 4759        | Наталія Добринська Україна                                      | 4727    | Аустра Скуїте Литва                                         | 4679    |

## Медальний залік
| Місце               | Країна              | Золото | Срібло | Бронза | Загалом |
| ------------------- | ------------------- | ------ | ------ | ------ | ------- |
| 1                   | Росія               | 8      | 6      | 5      | 19      |
| 2                   | США                 | 4      | 5      | 1      | 10      |
| 3                   | Ефіопія             | 2      | 1      | 1      | 4       |
| 3                   | Швеція              | 2      | 1      | 1      | 4       |
| 5                   | Кенія               | 2      | 0      | 1      | 3       |
| 6                   | Ямайка              | 1      | 2      | 2      | 5       |
| 7                   | Чехія               | 1      | 1      | 1      | 3       |
| 8                   | Канада              | 1      | 1      | 0      | 2       |
| 8                   | Португалія          | 1      | 1      | 0      | 2       |
| 10                  | Багамські Острови   | 1      | 0      | 1      | 2       |
| 10                  | Велика Британія     | 1      | 0      | 1      | 2       |
| 12                  | Гренада             | 1      | 0      | 0      | 1       |
| 12                  | Мозамбік            | 1      | 0      | 0      | 1       |
| 12                  | ПАР                 | 1      | 0      | 0      | 1       |
| 15                  | Білорусь            | 0      | 2      | 1      | 3       |
| 15                  | Україна             | 0      | 2      | 1      | 3       |
| 17                  | Бразилія            | 0      | 1      | 1      | 2       |
| 18                  | Бахрейн             | 0      | 1      | 0      | 1       |
| 18                  | Бельгія             | 0      | 1      | 0      | 1       |
| 18                  | КНР                 | 0      | 1      | 0      | 1       |
| 18                  | Словенія            | 0      | 1      | 0      | 1       |
| 18                  | Судан               | 0      | 1      | 0      | 1       |
| 23                  | Греція              | 0      | 0      | 2      | 2       |
| 23                  | Куба                | 0      | 0      | 2      | 2       |
| 23                  | Румунія             | 0      | 0      | 2      | 2       |
| 26                  | Ірландія            | 0      | 0      | 1      | 1       |
| 26                  | ДР Конго            | 0      | 0      | 1      | 1       |
| 26                  | Данія               | 0      | 0      | 1      | 1       |
| 26                  | Литва               | 0      | 0      | 1      | 1       |
| 26                  | Німеччина           | 0      | 0      | 1      | 1       |
| 26                  | Франція             | 0      | 0      | 1      | 1       |
| 26                  | Хорватія            | 0      | 0      | 1      | 1       |
| Загалом (32 збірні) | Загалом (32 збірні) | 27     | 28     | 30     | 85      |